# Ajdar-kul
Ajdar-kul – jezioro na granicy wilajetu nawojskiego i wilajetu dżyzackiego Uzbekistanu, niedaleko Nuraty. Powstało w słonym zapadlisku na skutek katastrofalnej powodzi Syr-darii latem 1969, kiedy Zbiornik Czardarski nie wytrzymał i woda zalała zapadlisko. Obecnie jezioro ma powierzchnię 3000 km²., długość ok. 250 km i szerokość od 8 do 15 km.